# Torben Munksgaard
Torben Munksgaard (født 9. august 1975 i Haderslev) er en dansk forfatter og digter. Han er uddannet BA i filosofi og cand.it. Han debuterede som romanforfatter med Retrograd (2007), som blev oversat til norsk, svensk og finsk. I 2013 modtog han Statens Kunstfonds treårige arbejdsstipendium.

## Forfatterskab
Torben Munksgaard debuterede i 2007 på forlaget Lindhardt og Ringhof med romanen Retrograd, som vandt Bonnier-forlagenes nordiske romankonkurrence om den store samtidsroman. Med kåringen fulgte en præmiesum på en halv million kroner, der er den hidtil største pris, der er givet for en dansk bogudgivelse.
Retrograd indledte et forfatterskab, som bevæger sig på det tragikomiske spektrum, ofte med fokus på en udforskning af moderne identitet. Munksgaard skildrer med udgangspunkt i personportrætternes psykologiske realisme et samfund, hvor fællesskaberne lige så meget handler om eksklusion som inklusion.
I 2019 debuterede Munksgaard som digter med digtsamlingen Mere lys, og året efter udgav han sin første kriminalroman, den genreudforskende samtidskrimi Digterens død, som modtog Det Danske Kriminalakademis debutantpris.

### Bidrag til antologier
- Lyset og stilheden, novelle i Sankthansbålet og andre fortællinger, antologi, 1997
- Private Ribeye, novelle i Dette er ikke en krimi, antologi, 2012
- Rødt lys, novelle i Fortællinger om kærlighed, antologi, 2012
- Kropsvisitation, novelle i 360 grader, antologi, 2013
- Dvs. Haderslev, essay (under pseudonym) i Her er DK, antologi, 2017
- Den forsvundne tysker, essay i Sønderjylland, antologi, 2020

## Priser og udmærkelser
- 2007: Vinder af Bonnier-forlagenes nordiske konkurrence om den store samtidsroman med Retrograd
- 2013: Statens Kunstfonds treårige arbejdsstipendium
- 2020: Danske Skønlitterære Forfatteres Skulderklaplegat
- 2020: Romanen Digterens død kåret som årets bedste krimi i Horsens Posten
- 2021: Det Danske Kriminalakademis debutantpris for Digterens død
- 2022: Optaget som medlem af Det Danske Kriminalakademi
- 2023: Harald Mogensen-prisen, Det Danske Kriminalakademis pris for årets bedste danske krimi, for Damevennens død
- 2023: Nomineret til den nordiske krimipris Glasnøglen for Damevennens død
- 2023: Nomineret til Blixenprisen 2023 for Damevennens død[4]

## Eksterne links
- Torben Munksgaards hjemmeside
- Forfatterportræt på Litteratursiden